# Malatíny
Malatíny (Hongaars: Hárommalatin) is een Slowaakse gemeente in de regio Žilina, en maakt deel uit van het district Liptovský Mikuláš.
Malatíny telt 209 inwoners.